# 施耐德之家
施耐德之家（Schneider Haus）是加拿大安大略省滑铁卢区基奇纳的一座博物馆。这里是非土著民族最早定居的土地:xiii，有该地区现存最古老的住宅，1999年公布为加拿大国家历史遗址。

## 历史

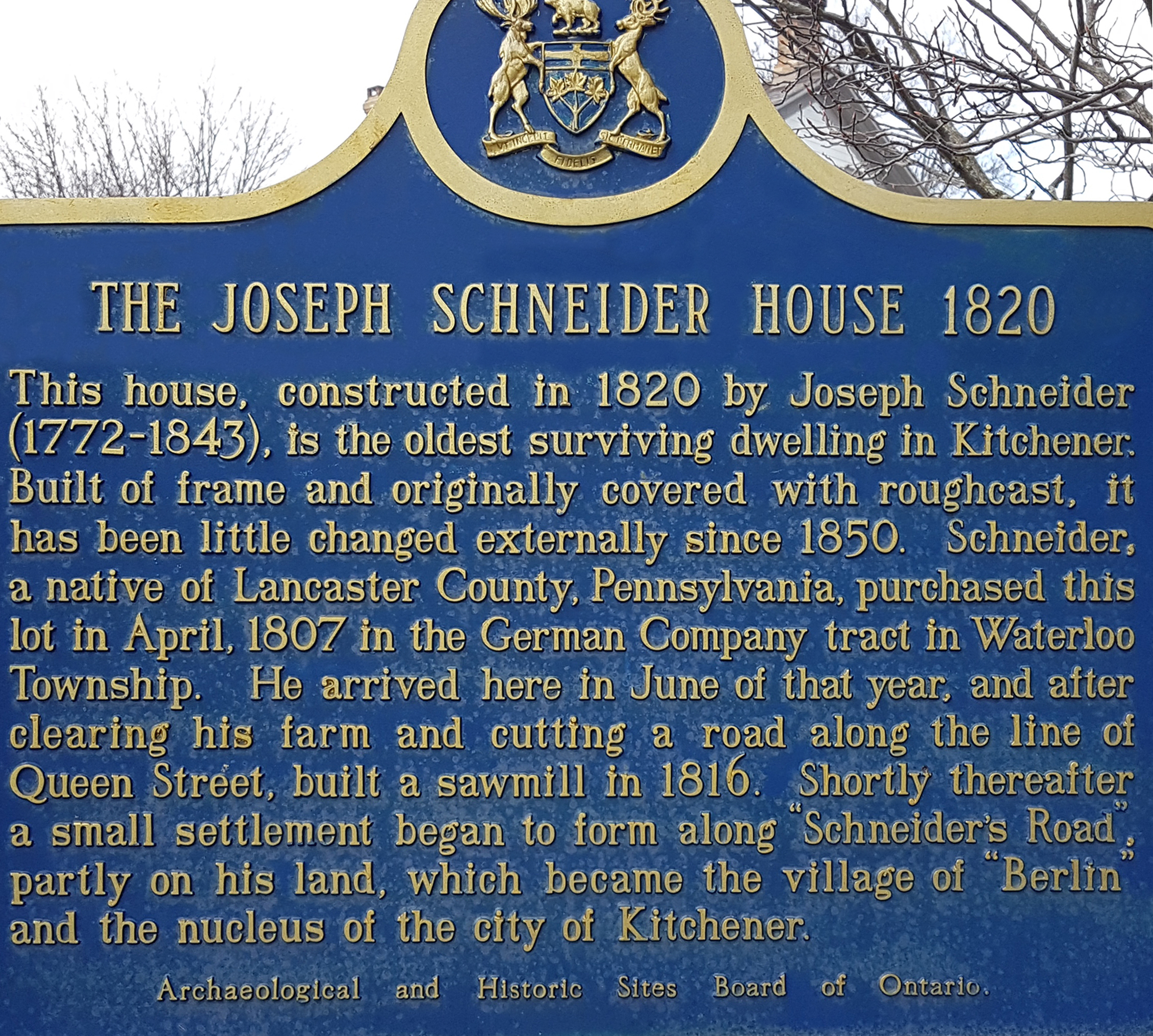

施耐德之家最初是一个农庄，由约瑟夫·施耐德和芭芭拉·施耐德夫妇建于1816年左右,  该家族是19世纪初从宾夕法尼亚州兰开斯特县移居到滑铁卢区的德裔宾夕法尼亚人门诺派。围绕施耐德之家所在的核心地区，形成一个村落，名为柏林。1916年更名为基奇纳。 。
施耐德之家占地181公顷。 这所房子是基奇纳现存最古老的住宅。1981年，这座1816年的住宅得到修复，辟为博物馆。1999年公布为加拿大國家歷史遺产。

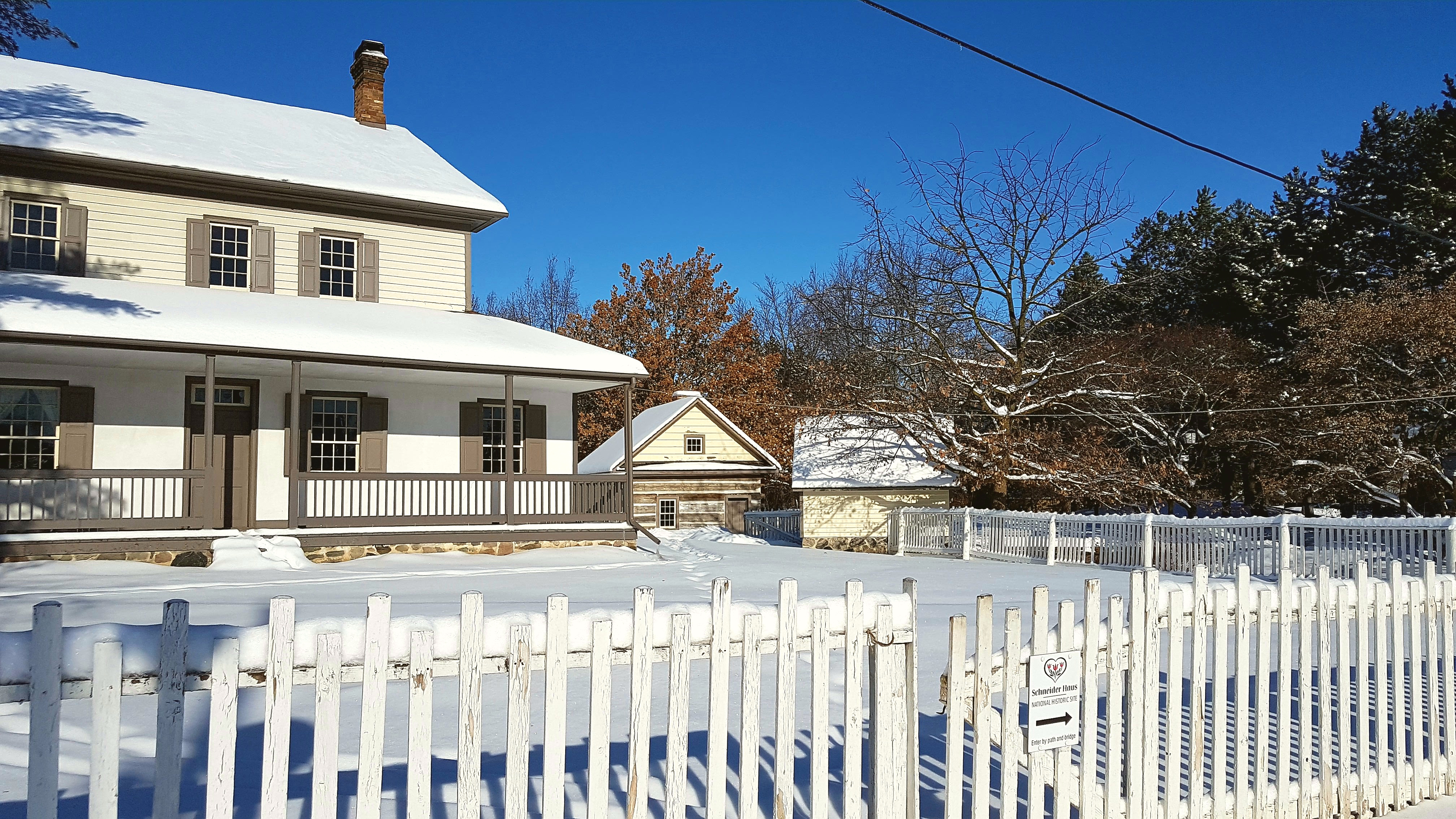
Schneider Haus, front view with outbuildings